# Kill or Be Killed (canción)
«Kill or Be Killed» es una canción de la banda de rock alternativo británica Muse, lanzada a través de Warner Records el 21 de julio de 2022 como cuarto sencillo de su noveno álbum Will of the People.
«Kill or Be Killed» fue tocada en varios festivales de ese mismo año previamente a su lanzamiento. La reacción por parte de los fanes de la banda fue tan positiva que la banda decidió lanzar la canción antes de la publicación del álbum por petición popular.
La canción fue nominada a un premio Grammy como "Mejor Interpretación Metal".

## Composición
En una entrevista con Apple Music 1 el 17 de marzo de 2022, Matt Bellamy describió «Kill or Be Killed» como "el mejor tema de metal progresivo que hemos hecho". Afirmó, además, que la canción podría haber encajado en Drones. La canción también ha sido comparada con el sonido más pesado de los primeros álbumes, como «Showbiz», «Origin of Symmetry» o «Absolution» junto con los elementos electrónicos de «Black Holes and Revelations».
El tono de la guitarra se asemeja a Rage Against the Machine, mientras que el riff del inicio y de los versos sigue un estilo similar al de otras bandas como Slipknot, Limp Bizkit y Korn. En cuanto a canciones de Muse, la guitarra guarda similitud con «Cave» y «The Handler», mientras que la batería recuerda al estilo de canciones como «New Born» y «Stockholm Syndrome».
Acerca del nacimiento de la canción, Matt Bellamy explicó: “Queríamos actualizar nuestro sonido de hard rock en este álbum y con KOBK encontramos un sonido de metal moderno junto a una batería de doble pedal e incluso guturales”. El concepto y letra de la canción fue inspirado por «Live and Let Die», escrita por Paul McCartney. “Es una visión oscura de cómo la adversidad en la vida puede, a veces, sacar a relucir los peores instintos humanos para sobrevivir a cualquier costo”.
«Kill or Be Killed» fue mezclada por Aleks Von Korff y coproducida por Von Korff y Muse.

## Lanzamiento
"Kill or Be Killed" se estrenó en vivo por primera vez el 4 de junio de 2022 en el festival Rock am Ring de Alemania. "Kill or Be Killed" se tocó como la primera canción del bis, antes de la canción de cierre "Knights of Cydonia", y sin ningún anuncio oficial previo de la banda.
Posteriormente, "Kill or Be Killed" se tocó en cada espectáculo de la gira, emergiendo como un favorito entre los fanáticos. El 14 de julio, Muse confirmó a través de las redes sociales que "Kill or Be Killed" se lanzaría como el cuarto sencillo, el 21 de julio de 2022.

## Video musical
El video musical fue lanzado el mismo día que la canción, el 21 de julio de 2022. Se trata de una recopilación de imágenes de la banda tocando la canción en directo durante la gira de festivales de verano. Es posible que el video se tratara únicamente de imágenes en directo porque Muse no planeaba lanzar la canción como un sencillo, por lo que tuvieron que apresurarse a grabar imágenes en directo para hacer un montaje para el video.